# Heidehof
Heidehof is een 20e-eeuws landgoed nabij de Drentse plaats Eext.

## Beschrijving
Het landgoed Heidehof is een particulier landgoed en natuurgebied op de Drentse Hondsrug in Eext. Het landgoed omvat 169 hectare aaneengesloten natuurgebied en bestaat uit heide en verschillende soorten jong en oud bos. Er zijn vennen, onder meer een hoogveenven. Ook bevindt zich een aantal pingoruïnes op het landgoed. Het deel van het landgoed ten noorden van de Provincialeweg is aangewezen als natuurbegraafplaats. Deze natuurbegraafplaats Hillig Meer  heeft een oppervlakte van 33 hectare (website van natuurbegraafplaats Hillig Meer). Even ten zuiden van de Provincialeweg bevindt zich het landhuis uit 1998 dat gebouwd is op dezelfde plek als het voormalige landhuis dat in de Tweede Wereldoorlog werd verwoest. Omdat het nieuwe landhuis op palen is gebouwd zijn de ruïnes van het oude landhuis nog intact en te bezichtigen.

## Geschiedenis
In 1929 werd het landgoed, destijds 91 hectare groot, opgericht door J.M. Everts, een industrieel uit Wildervank die een houtverwerkingsbedrijf en meubelfabriek in Veendam bezat. Hij bouwde pachtboerderij Heidehoeve en landhuis Heidehof. Nadat het landhuis afbrandde aan het eind van de Tweede Wereldoorlog, ging het landgoed over naar een verzekeringsmaatschappij. De huidige eigenaren verwierven het landgoed in 1996 en breidden het natuurgebied in de loop der jaren uit naar 169 hectare, voornamelijk door landbouwgrond om te zetten naar natuur. In 1998 richtten zij Stichting Heidehof op. 
Er zijn diverse overblijfselen van geologische, ecologische en cultuurhistorische geschiedenis op het landgoed te vinden. De zichtbare geschiedenis gaat twee ijstijden terug. Op het landgoed zijn onder andere te zien: een gletsjerkuil, hoogveenven en twee pingoruïnes. De prehistorische mens heeft er sporen van achtergelaten in de vorm van zeven grafheuvels.
Tijdens de Tweede Wereldoorlog vonden gedurende drie en een half jaar acht onderduikers in een hol onder de grond onderdak op Heidehof. 